# Delta Air Lines, Inc.
Delta Air Lines, Inc. is het moederbedrijf van onder andere Delta Air Lines en sinds 2008 ook van Northwest Airlines. Het bedrijf heeft zijn hoofdkwartier in Atlanta, Georgia.

## Activiteiten
Delta Air Lines Inc. is een groot beursgenoteerde bedrijf met luchtvaartbelangen. De diensten worden aangeboden door Delta Air Lines en een verzameling regionale maatschappijen die samenwerken onder het label Delta Connection. De regionale maatschappijen zijn niet per se in eigendom van Delta Air Lines Inc..

### Onderdelen
- Delta Air Lines
- Onder de naam Delta Connection werkt het samen met:[1]
  - Endeavor Air (volledig in handen van Delta)
  - SkyWest Airlines
  - Republic Airline

Per 31 december 2023 telde Delta Airlines 958 vliegtuigen met een gemiddelde leeftijd van 14,8 jaar. Alle vliegtuigen zijn van Boeing of Airbus. De regionale maatschappen vlogen met 315 toestellen, voornamelijk van de fabrikant Embraer. Er zijn dagelijks zo'n 4000 vluchten naar 280 bestemmingen.
Internationaal werkt het bedrijf intensief samen met, onder andere, Air France-KLM en Virgin Atlantic op de trans-Atlantische routes, met Aeroméxico met diensten op en van Mexico, met LATAM Airlines naar bestemmingen in Zuid-Amerika en tot slot met Korean Air op routes over de Stille Oceaan naar diverse bestemmingen in Azië.
De maatschappij heeft verder een eigen raffinaderij in de buurt van Philadelphia aan de oostkust. Delta is hiermee redelijk uniek binnen de luchtvaartsector en dekt zo een deel van het financiële risico af van veranderingen in brandstofprijzen. In 2023 verbruikte Delta zo'n 3,9 miljard US gallons en bedroegen de brandstofkosten zo'n US$ 11 miljard.
In 2023 behaalde het een omzet van 58 miljard dollar. Het aandeel van de passagiersdiensten in de omzet was US$ 49 miljard, waarvan zo'n US$ 15 miljard op internationale bestemmingen werd gerealiseerd. De omzetbijdrage van het vrachtvervoer was minder meer dan een miljard dollar. Per 31 december 2023 had het 103.000 mensen in dienst, waarvan 100.000 in de Verenigde Staten. 

### Resultaten
In 2008 kwam het bedrijf zwaar in de verliezen door de kredietcrisis. De omzetsprong in 2009 is vooral het gevolg van de overname van Northwest Airlines. In 2013 was de winst extreem hoog door een belastingmeevaller van enkele miljarden dollars. In 2020 kwam het bedrijf zwaar in de verliezen door de coronapandemie waardoor het vliegverkeer sterk werd gehinderd. Het aantal passagiers en de omzet daalde met zo'n 60-70% ten opzichte van 2019. 
| Jaar | Omzet  | Nettoresultaat | Werknemers (in fte, jaareinde) |
| ---- | ------ | -------------- | ------------------------------ |
| 2008 | 22.697 | –8922          | 84.306                         |
| 2009 | 28.063 | –1237          | 81.106                         |
| 2010 | 31.755 | 593            | 79.864                         |
| 2011 | 35.115 | 854            | 78.392                         |
| 2012 | 36.670 | 1009           | 73.561                         |
| 2013 | 37.773 | 10.540         | 77.755                         |
| 2014 | 40.362 | 659            | 79.655                         |
| 2015 | 40.704 | 4526           | 82.949                         |
| 2016 | 39.639 | 4373           | 83.756                         |
| 2017 | 41.224 | 3577           | 86.564                         |
| 2018 | 44.438 | 3935           | 86.680                         |
| 2019 | 47.007 | 4767           | 91.224                         |
| 2020 | 17.095 | –12.385        | 74.000                         |
| 2021 | 29.899 | 280            | 83.000                         |
| 2022 | 50.582 | 1318           | 95.000                         |
| 2023 | 58.048 | 4609           | 103.000                        |

## Geschiedenis
In 1945 werd de officiële bedrijfsnaam Delta Air Lines, Inc..
Na de terroristische aanslagen op 11 september 2001 ging het bergaf met Delta. De financiële positie van het bedrijf werd steeds slechter o.a. als gevolg van de hoge olieprijs en de 'vliegangst' die in de Verenigde Staten bestond na 11 september. Op 14 september 2005 vroeg Delta bescherming aan tegen de eisen van zijn schuldeisers onder hoofdstuk 11 (Chapter 11) van de Amerikaanse faillissementswet. In december daaropvolgend bereikte het bedrijf een akkoord met de piloten over een salarisverlaging van 14%.

### Bod van US Airways
Op 15 november 2006 bracht het nieuwsbureau Bloomberg het bericht dat de US Airways Group, de eigenaar van US Airways, een bod van US$ 8 miljard in contanten en aandelen had uitgebracht op Delta. De CEO van Delta verklaarde daarop dat het in het belang van Delta is dat het na een herstructurering een zelfstandig bedrijf zou blijven. Delta verzette zich hevig tegen de overname en ook de schuldeisers van Delta hadden bezwaren. Op 31 januari 2007 trok US Airways het bod in.

### Fusie met Northwest Airlines
Op 14 april 2008 maakten Delta Air Lines en Northwest Airlines een fusie bekend. De nieuw gevormde luchtvaartmaatschappij gaat opereren onder de naam Delta Air Lines. De fusie werd op 29 oktober 2008 officieel goedgekeurd door de Amerikaanse instanties. Beide maatschappijen beleven initieel onder eigen vlag opereren, maar op 1 februari 2010 was de integratie compleet en verdween de Northwest naam volledig uit beeld.

### Joint venture met Air France-KLM
Op 20 mei 2009 kondigde Delta aan met Air France-KLM overeenstemming te hebben bereikt over de oprichting van een wereldwijde joint venture waarin zij gezamenlijk hun trans-Atlantische vluchten zullen uitvoeren en opbrengsten en kosten delen. Het nieuwe samenwerkingsverband neemt circa 25% van het totale trans-Atlantische luchtverkeer voor zijn rekening. De jaarlijkse inkomsten van de joint venture worden geschat op US$ 12 miljard (circa € 9,3 miljard). De partners kunnen hun klanten dagelijks meer dan 200 vluchten en circa 50.000 zitplaatsen bieden.
De oprichting van deze nieuwe onderneming vindt plaats in het kader van de liberalisering van luchtvaartdiensten tussen de Europese Unie en de Verenigde Staten als onderdeel van het EU/US Air Transport Agreement. Geografisch omvat het samenwerkingsverband alle vluchten tussen Noord-Amerika en Europa, tussen Amsterdam en India en tussen Noord-Amerika en Tahiti.

### Belang in Virgin Atlantic
In december 2012 maakte Delta bekend een belang te nemen van 49% in Virgin Atlantic. De twee zullen samenwerken op de trans-Atlantische route en zo beter concurreren met de combinatie van American Airlines en British Airways. Delta betaalde US$ 360 miljoen voor de aandelen aan Singapore Airlines, die daarmee zijn 12-jarige samenwerking met Virgin beëindigde. Virgin maakte de eerste vlucht in 1984 en vloog in 2012 zo'n 6 miljoen passagiers naar 34 bestemmingen. Delta vloog dat jaar meer dan 160 miljoen passagiers naar 300 bestemmingen in 58 landen.

### Joint venture en aandelenbelang in Aeroméxico
In augustus 2016 kwam een Open Skies overeenkomst met Mexico tot stand. Dit opende de weg om met Aeroméxico een joint venture op te zetten voor het vliegverkeer tussen Mexico en de Verenigde Staten. In 2012 had Delta al een klein aandelenbelang in de onderneming genomen, maar heeft dit in maart 2017 verhoogd naar 36,2%. Delta betaalde MXN 53 (US$ 2,70) per aandeel of US$ 620 miljoen in totaal. Delta had in 2019 iets meer dan 50% van de aandelen in handen, maar heeft daarmee nog niet de volledige zeggenschap verkregen.

### Belang in LATAM
In september 2019 maakte het bekend een minderheidsbelang van 20% te nemen in LATAM Airlines voor US$ 1,9 miljard. Met dit belang versterkt de maatschappij haar netwerk in Latijns-Amerika. LATAM is al jaren partner van American Airlines en maakt sinds het jaar 2000 deel uit van de Oneworld alliantie. Het is de grootse koop van Delta sinds de overname van Northwest Airlines. In 2022 gaven de Amerikaanse autoriteiten toestemming voor deze transactie, maar de twee konden al eerder aan code sharing doen.